# محمد نعيم فاروق
محمد نعيم فاروق هو أفغاني اُعتقل خارج نطاق القانون في معتقل غوانتانامو الأمريكي في كوبا.
كان رقم الاعتقال المسلسل الخاص به 633.
كان اسمه على «قائمة المطلوبين» التي أصدرتها "وكالة الاستخبارات الدفاعية الأمريكية"، في بيان صحفي بعنوان: «المعتقلون السابقون في غوانتانامو الذين عادوا إلى القتال».
حيث ادعى البيان الذي صدر في 16 يوليو 2007 انتماءه لكل من طالبان وتنظيم القاعدة، وأنه قائد عسكري في طالبان.
في 15 يونيو 2008 أجرت ماكلاتشي الإخبارية حوارًا صحفيًا معه.